# À la suite
À la suite ist ein Begriff aus dem Militärwesen, der Personen bezeichnete, die zum Tragen einer Regimentsuniform berechtigt, aber ansonsten ohne dienstliche Stellung waren. Die Übertragung „im Gefolge von“ trifft den Sachverhalt am besten. Das heißt: Der Offizier wurde einem Stab oder einer Einheit als überzählig und ohne Funktion zugeteilt.

## Geschichte
In Preußen gab es Offiziere
- à la suite der Armee, z. B. Offiziere, die zur Wahrnehmung bestimmter höherer Dienststellungen in nicht-preußische Armeekorps kommandiert wurden, um ihnen das Avancieren in die preußische Armee zu gewährleisten
- à la suite von Regimentern, z. B. fürstliche Personen und Generale als besondere Auszeichnung, oder Offiziere, die zu nicht-preußischen Armeekorps kommandiert waren.

Auch besonders befähigte Chirurgen konnten à la suite eines Sanitätskorps stehen. Sie wurden nicht in die Befehlsstruktur eines Truppenteils eingegliedert, sondern diesem zugeordnet, hatten aber Aufgaben in der Verwaltung, militärischen Leitung (Kriegsministerium oder Ähnliches) oder in militärischen Ausbildungsstätten. Auch konnten Personen à la suite Seiner Majestät stehen, wenn sie direkt dem Herrscher zuarbeiteten.
Auch in anderen deutschen Staaten des 19. Jahrhunderts, so auch in den Königreichen Bayern und in Sachsen oder im Großherzogtum Hessen, gab es Offiziere à la suite. Eine herausragende Stellung bedeutete der Rang General à la suite, der die Stellung als diensttuender Adjutant eines Herrschers bedeutete, oft unter Belassung der Dienststellung als Kommandeur eines Großverbands.

## Bedeutung im Karneval
Ausgehend von seiner militärischen Bedeutung gibt es ein Corps à la Suite auch in einigen rheinischen Karnevalsgesellschaften. Meistens werden verdiente und einflussreiche Förderer der Stadt oder Region in das Corps à la Suite befördert. Ein derartiges Corps unterhalten z. B. die Prinzen-Garde Köln 1906 e. V., die Prinzengarde Blau Weiß (Düsseldorf), die KKG Nippeser Bürgerwehr 1903 e. V. und die EhrenGarde der Stadt Köln 1902 e. V.